# Laurent Zahui
Laurent Madou Zahui (né le 10 août 1960 et mort le 16 mars 2021) est un footballeur international ivoirien des années 1980. 
Il participe à trois Coupe d'Afrique des nations avec l'équipe de Côte d'Ivoire : en 1980, 1986 et 1988. Il se classe troisième de l'édition 1986.

## Biographie
Né à Gagnoa, Zahui a commencé à jouer au football dans la ligue locale du Stade d'Abidjan. 
Zahui a signé des contrats professionnels avec les équipes du championnat français Sporting Toulon Var et Rodez AF.

### Carrière internationale
Zahui a fait plusieurs apparitions pour l'équipe nationale de Côte d'Ivoire et a participé aux finales de 1988. 
Il a également joué pour la Côte d'Ivoire lors de la finale du Championnat du monde junior de la FIFA 1977 en Tunisie.